# A Republikanska futbołna grupa (1986/1987)
A Republikanska futbołna grupa (1986/1987) była 63. edycją najwyższej piłkarskiej klasy rozgrywkowej w Bułgarii. W rozgrywkach brało udział 16 zespołów. Tytułu nie obroniła drużyna Beroe Stara Zagora. Nowym mistrzem Bułgarii został zespół CFKA Sredec Sofia.

## Tabela końcowa
| 1.  | CFKA Sredec Sofia    | 30 | 47 | 73 | 30 |
| 2.  | Witosza Sofia        | 30 | 44 | 75 | 35 |
| 3.  | Trakia Płowdiw       | 30 | 39 | 57 | 30 |
| 4.  | Łokomotiw Sofia      | 30 | 35 | 67 | 45 |
| 5.  | Sławia Sofia         | 30 | 35 | 59 | 46 |
| 6.  | Łokomotiw Płowdiw    | 30 | 30 | 58 | 44 |
| 7.  | Etyr Wielkie Tyrnowo | 30 | 30 | 40 | 42 |
| 8.  | Botew Wraca          | 30 | 28 | 42 | 56 |
| 9.  | FK Sliwen            | 30 | 27 | 52 | 52 |
| 10. | Spartak Warna        | 30 | 25 | 44 | 62 |
| 11. | Pirin Błagojewgrad   | 30 | 24 | 35 | 47 |
| 12. | Czernomorec Burgas   | 30 | 24 | 48 | 76 |
| 13. | Beroe Stara Zagora   | 30 | 21 | 44 | 54 |
| 14. | Spartak Plewen       | 30 | 21 | 31 | 50 |
| 15. | Akademik Swisztow    | 30 | 21 | 29 | 51 |
| 16. | FK Dimitrowgrad      | 30 | 21 | 32 | 66 |

| Legenda:                  |
| PEMK                      |
| Puchar UEFA               |
| Puchar Zdobywców Pucharów |
| spadek                    |

1 Za remis 0:0 nie przyznawano punktów żadnej z drużyn.
2 Obrońca tytułu mistrza kraju Beroe Stara Zagora uniknął degradacji tylko dzięki lepszemu bilansowi gier z trzema ostatnimi drużynami.
3 Dwa ostatnie zespoły spadły do II ligi, z której awansowały: Minior Pernik i Łokomotiw Gorna Orjachowica.

## FinałPucharu Bułgarii
- Puchar Bułgarii:
  - CFKA SREDEC SOFIA – Witosza Sofia 2:1
- Puchar Armii Sowieckiej (rozgrywki nieoficjalne):
  - WITOSZA SOFIA – Spartak Plewen 3:2

## Król strzelców
- 36 goli –  Nasko Sirakow (Witosza Sofia)